# Saison 1980-1981 de la LHO
Saison suivante
La saison 1980-1981 est la première saison de hockey sur glace de la Ligue de hockey de l'Ontario.

## Classement
À l'issue de la saison régulière, seules les cinq premières équipes de chaque division sont qualifiées pour les séries éliminatoires. Parmi ces équipes, les trois premières de chaque division passent directement au deuxième tour alors que les équipes classées numéro 4 et 5 jouent un premier tour.
| Clt   | Équipe                           | PJ | V  | D  | N | BP  | BC  | Pts |
| ----- | -------------------------------- | -- | -- | -- | - | --- | --- | --- |
| +001, | Greyhounds de Sault-Sainte-Marie | 68 | 47 | 19 | 2 | 412 | 290 | 96  |
| +002, | 67 d'Ottawa                      | 68 | 45 | 20 | 3 | 360 | 264 | 93  |
| +003, | Canadians de Kingston            | 68 | 39 | 26 | 3 | 334 | 273 | 81  |
| +004, | Generals d'Oshawa                | 68 | 35 | 30 | 3 | 321 | 352 | 73  |
| +005, | Petes de Peterborough            | 68 | 29 | 36 | 3 | 287 | 290 | 64  |
| +006, | Wolves de Sudbury                | 68 | 20 | 45 | 3 | 284 | 380 | 43  |

| Clt   | Équipe                  | PJ | V  | D  | N | BP  | BC  | Pts |
| ----- | ----------------------- | -- | -- | -- | - | --- | --- | --- |
| +001, | Rangers de Kitchener    | 68 | 34 | 33 | 1 | 321 | 320 | 69  |
| +002, | Alexanders de Brantford | 68 | 34 | 34 | 0 | 350 | 354 | 68  |
| +003, | Spitfires de Windsor    | 68 | 33 | 33 | 2 | 322 | 337 | 68  |
| +004, | Flyers de Niagara Falls | 68 | 30 | 36 | 2 | 354 | 359 | 62  |
| +005, | Marlboros de Toronto    | 68 | 31 | 37 | 0 | 298 | 336 | 62  |
| +006, | Knights de London       | 68 | 20 | 48 | 0 | 300 | 388 | 40  |

- En gras : champion de la saison régulière
- En italique : qualifiée pour les séries

## Meilleurs pointeurs
| Nom               | Équipe             | PJ | B  | A   | Pts | Pun |
| ----------------- | ------------------ | -- | -- | --- | --- | --- |
| John Goodwin (en) | Sault-Sainte-Marie | 68 | 56 | 110 | 166 | 42  |
| Ernie Godden (en) | Windsor            | 68 | 87 | 66  | 153 | 185 |
| Bernie Nicholls   | Kingston           | 65 | 63 | 89  | 152 | 109 |
| Tony Tanti        | Oshawa             | 67 | 81 | 69  | 150 | 197 |
| Steve Ludzik (en) | Niagara Falls      | 58 | 50 | 92  | 142 | 108 |
| Scott Howson      | Kingston           | 66 | 57 | 83  | 140 | 53  |
| Steve Larmer      | Niagara Falls      | 61 | 55 | 78  | 133 | 73  |
| Steve Gatzos (en) | Sault-Sainte-Marie | 68 | 78 | 50  | 128 | 114 |
| Randy Cunneyworth | Ottawa             | 67 | 54 | 74  | 128 | 240 |
| Doug Sheddon (en) | Windsor            | 66 | 51 | 72  | 123 | 78  |

## Séries éliminatoires
Le premier tour se joue au nombre de matchs alors que les tours suivants sont joués au nombre de buts inscrits.

### Tableau récapitulatif
|  | Tour préliminaire | Tour préliminaire | Tour préliminaire |               |               | Quarts de finale   | Quarts de finale | Quarts de finale   |   |  | Demi-finales | Demi-finales | Demi-finales       |   |  | Finale | Finale | Finale |
|  |                   |                   |                   |               |               |                    |                  |                    |   |  |              |              |                    |   |  |        |        |        |
|  | L4                | Oshawa            | 3                 |               |               |                    |                  |                    |   |  |              |              |                    |   |  |        |        |        |
|  | L5                | Peterborough      | 2                 |               |               |                    |                  |                    |   |  |              |              |                    |   |  |        |        |        |
|  | L5                | Peterborough      | 2                 |               | L1            | Sault-Sainte-Marie | 8                |                    |   |  |              |              |                    |   |  |        |        |        |
|  |                   |                   |                   |               | L1            | Sault-Sainte-Marie | 8                |                    |   |  |              |              |                    |   |  |        |        |        |
|  |                   |                   | L4                | Oshawa        | 4             |                    |                  |                    |   |  |              |              |                    |   |  |        |        |        |
|  |                   |                   | L4                | Oshawa        | 4             |                    |                  |                    |   |  |              |              |                    |   |  |        |        |        |
|  |                   |                   |                   |               |               |                    |                  |                    |   |  |              |              |                    |   |  |        |        |        |
|  |                   |                   |                   |               |               |                    |                  |                    |   |  |              |              |                    |   |  |        |        |        |
|  |                   |                   |                   |               |               |                    | L1               | Sault-Sainte-Marie | 9 |  |              |              |                    |   |  |        |        |        |
|  | Division Leyden   |                   |                   |               |               |                    | L1               | Sault-Sainte-Marie | 9 |  |              |              |                    |   |  |        |        |        |
|  |                   | L3                | Kingston          | 5             |               |                    |                  |                    |   |  |              |              |                    |   |  |        |        |        |
|  |                   | L3                | Kingston          | 5             |               |                    |                  |                    |   |  |              |              |                    |   |  |        |        |        |
|  |                   |                   |                   |               |               |                    |                  |                    |   |  |              |              |                    |   |  |        |        |        |
|  |                   |                   |                   |               |               |                    |                  |                    |   |  |              |              |                    |   |  |        |        |        |
|  |                   | L2                | Ottawa            | 5             |               |                    |                  |                    |   |  |              |              |                    |   |  |        |        |        |
|  |                   |                   |                   | 5             |               |                    |                  |                    |   |  |              |              |                    |   |  |        |        |        |
|  |                   |                   | L3                | Kingston      | 9             |                    |                  |                    |   |  |              |              |                    |   |  |        |        |        |
|  |                   |                   | L3                | Kingston      | 9             |                    |                  |                    |   |  |              |              |                    |   |  |        |        |        |
|  |                   |                   |                   |               |               |                    |                  |                    |   |  |              |              |                    |   |  |        |        |        |
|  |                   |                   |                   |               |               |                    |                  |                    |   |  |              |              |                    |   |  |        |        |        |
|  |                   |                   |                   |               |               |                    |                  |                    |   |  |              | L1           | Sault-Sainte-Marie | 3 |  |        |        |        |
|  |                   |                   |                   |               |               |                    |                  |                    |   |  |              |              |                    |   |  |        |        |        |
|  |                   | E1                | Kitchener         | 9             |               |                    |                  |                    |   |  |              |              |                    |   |  |        |        |        |
|  | E4                | E1                | Kitchener         | 9             | Niagara Falls | 3                  |                  |                    |   |  |              |              |                    |   |  |        |        |        |
|  | E4                |                   |                   |               | Niagara Falls | 3                  |                  |                    |   |  |              |              |                    |   |  |        |        |        |
|  | E5                | Toronto           | 2                 |               |               |                    |                  |                    |   |  |              |              |                    |   |  |        |        |        |
|  | E5                | Toronto           | 2                 |               | E1            | Kitchener          | 9                |                    |   |  |              |              |                    |   |  |        |        |        |
|  |                   |                   |                   |               | E1            | Kitchener          | 9                |                    |   |  |              |              |                    |   |  |        |        |        |
|  |                   |                   | E4                | Niagara Falls | 5             |                    |                  |                    |   |  |              |              |                    |   |  |        |        |        |
|  |                   |                   | E4                | Niagara Falls | 5             |                    |                  |                    |   |  |              |              |                    |   |  |        |        |        |
|  |                   |                   |                   |               |               |                    |                  |                    |   |  |              |              |                    |   |  |        |        |        |
|  |                   |                   |                   |               |               |                    |                  |                    |   |  |              |              |                    |   |  |        |        |        |
|  |                   |                   |                   |               |               |                    | E1               | Kitchener          | 9 |  |              |              |                    |   |  |        |        |        |
|  | Division Emms     |                   |                   |               |               |                    | E1               | Kitchener          | 9 |  |              |              |                    |   |  |        |        |        |
|  |                   | E3                | Windsor           | 1             |               |                    |                  |                    |   |  |              |              |                    |   |  |        |        |        |
|  |                   | E3                | Windsor           | 1             |               |                    |                  |                    |   |  |              |              |                    |   |  |        |        |        |
|  |                   |                   |                   |               |               |                    |                  |                    |   |  |              |              |                    |   |  |        |        |        |
|  |                   |                   |                   |               |               |                    |                  |                    |   |  |              |              |                    |   |  |        |        |        |
|  |                   | E2                | Brantford         | 8             |               |                    |                  |                    |   |  |              |              |                    |   |  |        |        |        |
|  |                   |                   |                   | 8             |               |                    |                  |                    |   |  |              |              |                    |   |  |        |        |        |
|  |                   |                   | E3                | Windsor       | 4             |                    |                  |                    |   |  |              |              |                    |   |  |        |        |        |
|  |                   |                   | E3                | Windsor       | 4             |                    |                  |                    |   |  |              |              |                    |   |  |        |        |        |
|  |                   |                   |                   |               |               |                    |                  |                    |   |  |              |              |                    |   |  |        |        |        |

### Premier tour
- Les Generals d'Oshawa gagnent 3-2 contre les Petes de Peterborough.
- Les Flyers de Niagara Falls gagnent 3-2 contre les Marlboros de Toronto.

### Quarts-de-finale
- Les Canadians de Kingston gagnent 9-5 contre les 67 d'Ottawa.
- Les Greyhounds de Sault-Sainte-Marie gagnent 8-4 contre les Generals d'Oshawa
- Les Spitfires de Windsor gagnent 8-4 contre les Alexanders de Brantford.
- Les Rangers de Kitchener gagnent 9-5 contre les Flyers de Niagara Falls

### Demi-finales
- Les Greyhounds de Sault-Sainte-Marie gagnent 9-5 contre les Canadians de Kingston.
- Les Rangers de Kitchener gagnent 9-1 contre les Spitfires de Windsor.

### Finale de la Coupe J.-Ross-Robertson
- Les Rangers de Kitchener gagnent 9-3 contre les Greyhounds de Sault-Sainte-Marie.

## Effectif de l'équipe championne
L'effectif des Rangers de Kitchener ayant remporté la coupe J.-Ross-Robertson en 1981 est le suivant :
- Entraîneur : Orval Tessier.
- Joueurs : Russ Adam, Brian Bellows, Steve Bienkowski, Kevin Casey, Mike Clayton, Scott Clements, Louis Crawford, Mike Eagles, Drew Gareau, Bob Hicks, Pat O’Kane, Jeff Larmer, Joel Levesque, Allan MacInnis, Lee MacKenzie, Grant Martin, Joe McDonnell, Mario Michieli, Mike Moher, Brad Schnurr, Kerry Williston, Wendell Young.

## Trophées de la LHO
| Trophée                                                                                   | Équipe                           |
| ----------------------------------------------------------------------------------------- | -------------------------------- |
| Trophée Leyden Meilleure équipe de la division Leyden sur la saison régulière             | Greyhounds de Sault-Sainte-Marie |
| Trophée Emms Meilleure équipe de la division Emms sur la saison régulière                 | Rangers de Kitchener             |
| Trophée Hamilton Spectator Équipe avec le plus de points à l'issue de la saison régulière | Greyhounds de Sault-Sainte-Marie |
| Coupe J.-Ross-Robertson Équipe championne des séries                                      | Rangers de Kitchener             |

| Trophée                                                                                      | Joueur             | Équipe                           |
| -------------------------------------------------------------------------------------------- | ------------------ | -------------------------------- |
| Trophée Red-Tilson Meilleur joueur de la saison régulière                                    | Ernie Godden       | Spitfires de Windsor             |
| Trophée Eddie-Powers Meilleur pointeur de la saison                                          | John Goodwin       | Greyhounds de Sault-Sainte-Marie |
| Trophée Matt-Leyden Meilleur entraîneur                                                      | Brian Kilrea       | 67 d'Ottawa                      |
| Trophée Jim-Mahon Meilleur pointeur évoluant en tant qu'ailier droit                         | Tony Tanti         | Generals d'Oshawa                |
| Trophée Max-Kaminsky Meilleur défenseur                                                      | Randy Boyd         | 67 d'Ottawa                      |
| Trophée Jack-Ferguson Premier choix du repêchage de la LHO                                   | Dan Quinn          | Bulls de Belleville              |
| Trophée Dave-Pinkney Gardien de l'équipe ayant encaissé le moins de buts                     | Jim Ralph          | 67 d'Ottawa                      |
| Trophée de la famille Emms Meilleur recrue                                                   | Tony Tanti         | Generals d'Oshawa                |
| Trophée F.-W.-« Dinty »-Moore Gardien avec la plus basse moyenne de buts                     | John Vanbiesbrouck | Greyhounds de Sault-Sainte-Marie |
| Trophée William-Hanley Joueur avec le meilleur état d'esprit                                 | John Goodwin       | Greyhounds de Sault-Sainte-Marie |
| Trophée Bobby-Smith Joueur qui combine les résultats scolaires et les résultats sur la glace | Doug Smith         | 67 d'Ottawa                      |